# Потюкаєв Михайло Олексійович
Миха́йло Олексі́йович Потюка́єв (15 липня 1913, місто Баку, тепер Азербайджан — 1973, СРСР) — радянський діяч нафтової промисловості, начальник Управління нафтодобувної промисловості при Раді міністрів Української РСР.

## Життєпис
Народився в родині майстрів нафтових промислів Баку. У 1930-х роках разом із родиною переїхав на нафтові промисли Башкирської АРСР.
У 1936 році закінчив Східний нафтовий технікум у місті Ішимбаї Башкирської АРСР.
Служив у Червоній армії на Далекому Сході, брав участь у боях з японцями на Халхин-Голі.
З 1939 року — начальник бурової, з 1940  року — начальник відділу, з 1941 до 1942 року — головний інженер контори буріння тресту «Ішимбайнафта» Башкирської АРСР. Член ВКП(б).
У 1942—1949 роках — директор контори буріння № 1 тресту «Туймазанафта» Башкирської АРСР.
У 1949—1950 роках — керуючий тресту «Башзахіднафторозвідка» Башкирської АРСР.
З жовтня 1950 року працював у Східному Сибіру керуючим тресту «Мінусіннафтогазрозвідка».
У 1956 році закінчив Академію нафтової промисловості, а в 1960 році — Всесоюзний заочний політехнічний інститут.
У серпні 1963 — жовтні 1965 року — заступник голови Ради народного господарства (раднаргоспу) Харківського економічного адміністративного району.
З жовтня 1965 року — начальник Управління нафтодобувної промисловості при Раді міністрів Української РСР.
Помер 1973 року.

## Нагороди та відзнаки
- орден Леніна (1948)
- медаль «За доблесну працю у Великій Вітчизняній війні 1941—1945 рр.» (1945)
- медалі
- Сталінська премія ІІІ ст. (1950) — за розробку та здійснення швидкісних методів буріння нафтових свердловин